# Faith (singel)
Faith – singel brytyjskiego piosenkarza George’a Michaela, który znalazł się na albumie Faith.
Według magazynu „Billboard” był najlepiej sprzedającym się singlem w Stanach Zjednoczonych w 1988 roku.

## Wydania
7"UK / Epic EMU 2
1. „Faith” (7" single mix) – 3:16
2. „Faith” (dance remix radio edit) – 5:24

12"UK / Epic EMU T2
1. „Faith” (dance extended mix) – 4:06
2. „Faith” (org. version) – 3:16
3. „Hand to Mouth” – 5:49

U.S. CD single
1. „Faith” (7" single mix) – 4:06
2. „Faith” (dance remix radio edit) – 4:54
3. „Faith” (album version) – 3:16
4. „Hand to Mouth” – 5:49

Mieszanki
1. Album version – 3:16
2. 7" version – 3:26
3. Instrumental – 3:26
4. Dance extended mix – 4:53
5. Dance remix radio edit – 5:22

## Osiągnięcia
| Lista przebojów (1987)                       | Najwyższa pozycja |
| -------------------------------------------- | ----------------- |
| ARIA Singles Chart                           | 1                 |
| Dutch Top 40                                 | 1                 |
| Italian Singles Chart                        | 1                 |
| RIANZ Singles Chart                          | 1                 |
| U.S. Billboard Hot 100                       | 1                 |
| U.S. Billboard Hot Dance Club Play           | 17                |
| U.S. Billboard Hot Adult Contemporary Tracks | 5                 |
| UK Singles Chart                             | 2                 |

## Wersje innych wykonawców

### Limp Bizkit
Faith – drugi singel z pierwszej płyty zespołu Limp Bizkit: Three Dollar Bill, Y’All$. Singel jest coverem piosenki George’a Michaela „Faith”.